# Скоба
Скобите, или често (умалително) скобки, са препинателни знаци, които се използват в съответстващи двойки в рамките на текст, с цел да се отдели или да вмъкне друг текст. Има три вида скоби: стандартни или кръгли скоби (), структурни (квадратни) скоби [ ], фигурни (къдрави) скоби { }, като към тях могат да се добавят и ъгловите (ъглестите) скоби < >. Скобите са лява (отваряща) и дясна (затваряща).
Скобите са знак за по-силно синтактично отделяне на думи, изрази и изречения в сравнение със запетаята и тирето. В скоби се заграждат обособени или вметнати думи и изрази, а понякога и препинателни знаци (удивителна, въпросителна, комбинация от двете). В скоби се загражда многоточие, когато с него се означава, че е пропусната част от цитиран чужд текст.
С графична и идеографска функция се използва дясна скоба при оформяне на рубрики или номериране (след арабски цифри или след букви). Ако е след цифра, скобата е равнозначна на точка и означава, че числителното е редно, а не бройно. Например:
Частите на речта биват:
1) Изменяеми
2) Неизменяеми
Или:
Синтактичната класификация определя частите на речта като:
а) Самостойни
б) Несамостойни
Дясната скоба често е част от наборите от знаци, изобразяващи емотикони, например :-).

## В математиката
Скобите се използват за определяне на приоритета на операциите и за означаване на интервали.